# 1951 في سويسرا
فيما يلي قوائم الأحداث التي وقعت خلال عام 1951 في سويسرا.

## رياضة
- 27 مايو – جائزة سويسرا الكبرى 1951 الفائز خوان مانويل فانجيو.

## مواليد

### يناير
- 20 يناير – باتريك فراي

### فبراير
- 15 فبراير – والتر شتاينر طائر تزلج سويسري.

### أبريل
- 1 أبريل – رولف بيلاند
- 5 أبريل – يبول راطانا

### مايو
- 21 مايو – كورت روثلسبيرغر لاعب كرة قدم سويسري.

### يونيو
- 13 يونيو – كلود أندري لاعب كرة قدم.[1]

### يوليو
- 7 يوليو – ستيفان مولر مخرج سويسري.[2]
- 14 يوليو – إستر دايسون[3]
- 28 يوليو – برنارد شالانديس لاعب كرة قدم سويسري.

### أغسطس
- 15 أغسطس – يورغن جراف معلم سويسري.

### سبتمبر
- 29 سبتمبر – غيلبرت بيشوف درّاج طريق سويسري.

### أكتوبر
- 8 أكتوبر – شارلوته والتر متزلجة فنية سويسرية.

## وفيات

### يوليو
- 26 يوليو – أوتو فورير (مواليد 1903)

### ديسمبر
- 26 ديسمبر – هينريتش وايلد (مواليد 1877)